# Juan Palau Vera
Juan Palau Vera (Valencia, 1875-Barcelona, 1919) fue un pedagogo español.

## Biografía
Nació el 15 de marzo de 1875 en la ciudad venezolana de Valencia. Fundador a comienzos del siglo XX de varias escuelas en la provincia de Barcelona, fue un pionero en la introducción en España del método Montessori. Escribió una Vida de Cristóbal Colón y publicó textos de geometría, arimética y geografía. Falleció el 10 de noviembre de 1919 en Barcelona.